# Odense

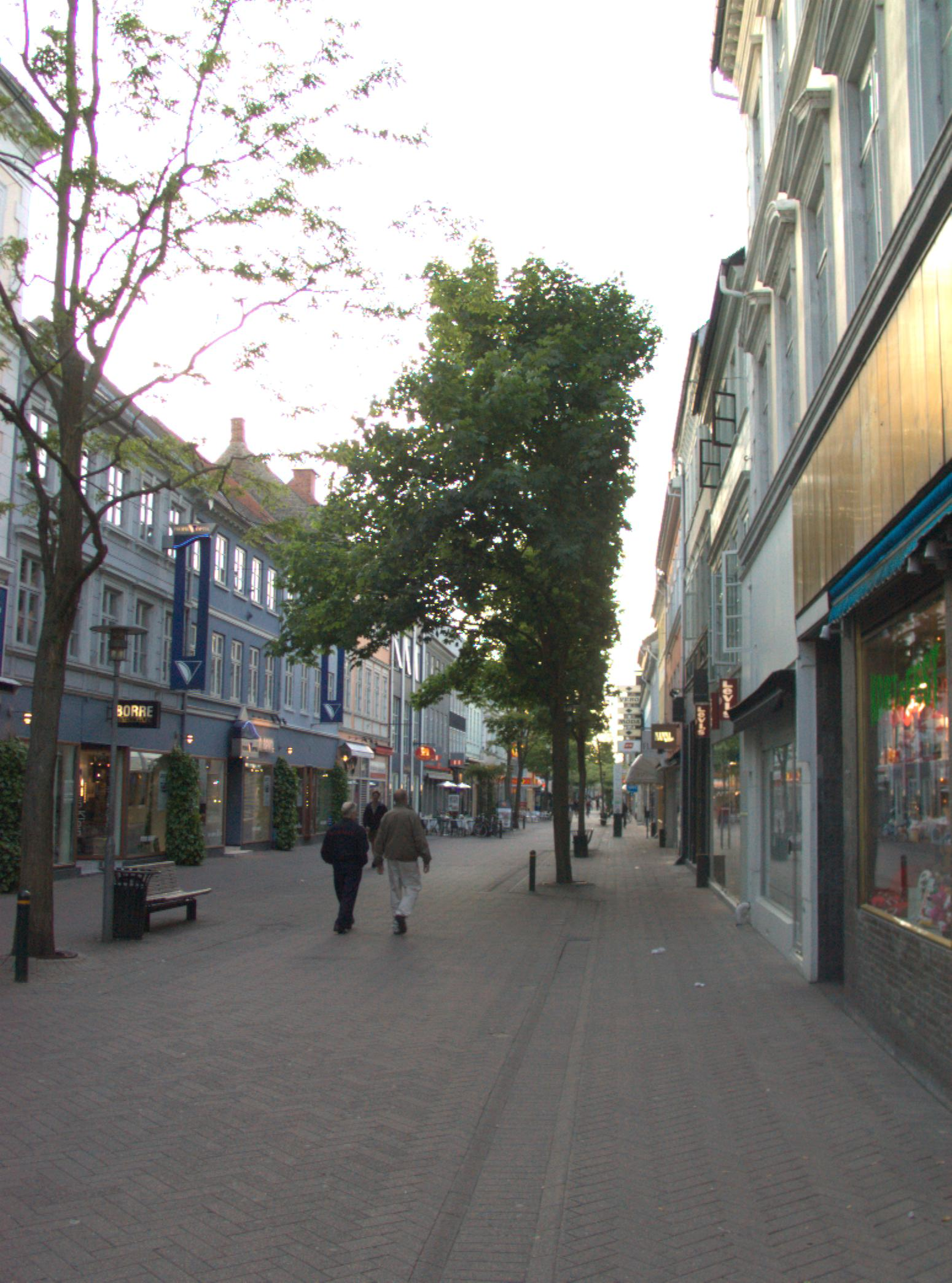
Kongensgade, rue piétonne d'Odense.

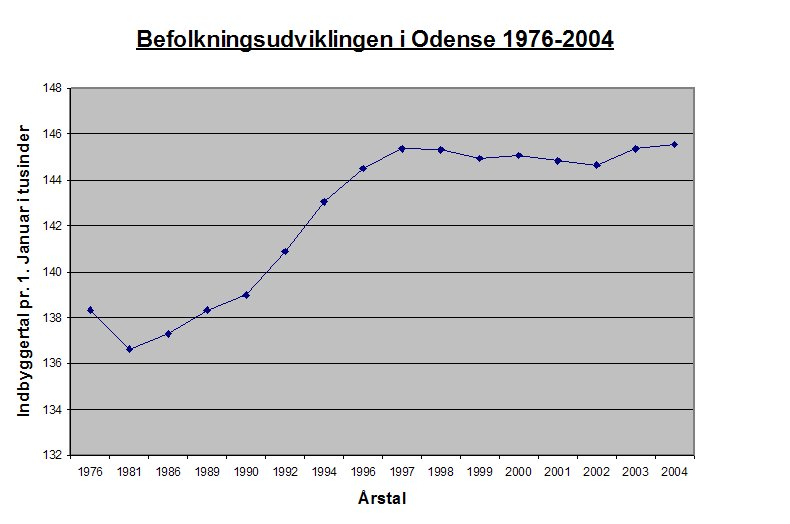
Évolution démographique d'Odense. Le nombre d'habitants est mesuré en milliers.

Odense (/ˈoðˀn̩sə/ ), parfois francisée en Odensée, est une commune de la région du Danemark du Sud dont elle est la capitale. 
Elle comptait environ 205 970 habitants en 2022, et est la quatrième municipalité du Danemark par la population.

## La ville d'Odense
Odense est la troisième ville du Danemark (205 978 habitants en 2022). Située sur l'île de Fionie, elle est la ville natale du peintre danois Arthur Nielsen (en) (1883-1946) et de Hans Christian Andersen dont on peut visiter le musée installé dans sa maison d'enfance. On peut visiter aussi la cathédrale Saint-Knud qui accueille quelques tombes de la dynastie royale danoise.

## Histoire
La fondation de la ville date d'avant 988, ce qui en fait une des plus anciennes cités du Danemark. En effet, selon la légende, un conquérant venu d'Orient aurait bâti cette cité en tant que capitale de son futur empire en Scandinavie. Il avait pour nom « Odin », dieu dont il aurait pris le nom.

## Étymologie
Son nom signifierait « Ville consacrée à Odin ».

## Festival
- Festival Andersen (juillet et août)

## Culture
- Orchestre symphonique d'Odense

## Transports
La gare est située sur la ligne de Copenhague à Fredericia.
La route nationale 9 commence à Odense.

## Jumelages
La ville d'Odense est jumelée avec :
- des villes nordiques :
  -  Klaksvík (Îles Féroé)
  -  Kópavogur (Islande)
  -  Norrköping (Suède)
  -  Tampere (Finlande)
  -  Trondheim (Norvège)
  -  Upernavik (Groenland)
  -  Östersund (Suède)

- une ville balte :
  -  Kaunas (Lituanie) depuis 1992

- des villes d'Europe centrale et d'Europe de l'Est :
  -  Brno (Tchéquie)
  -  Katowice (Pologne)
  -  Kiev (Ukraine)
  -  Schwerin (Allemagne)

- des villes d'Extrême-Orient :
  -  Funabashi (Japon)
  -  Iksan (Corée du Sud)
  -  Shaoxing (Chine)

- des villes dans le reste du monde :
  -  Columbus (États-Unis)
  -  Groningue (Pays-Bas)
  -  İzmir (Turquie)
  -  Petah Tikva (Israël)
  -  St Albans (Angleterre)

## Personnalités liées à la commune
- Knut IV de Danemark
- Joseph Abrahamson (1789-1847), officier et pédagogue ;
- Hans Christian Andersen (1805-1875), poète et écrivain ;
- Carl Frederik Tietgen (1829-1901), financier et industriel ;
- Abraham Kurland (1912-1999) ;
- Jørn Riel (1931-2023), écrivain ;
- Birgitte van Deurs (1946-), duchesse de Gloucester ;
- Jens Galschiot (1954-), sculpteur ;
- Anja Andersen (1969-), handballeuse ;
- Allan Simonsen (1978-2013), pilote automobile, né dans la ville ;
- Kristian Pless (1981-), joueur de tennis ;
- Johanne Schmidt-Nielsen (1984-), femme politique ;
- Peter Eastgate (1985-), joueur de poker ;
- Mø (1988-), autrice-compositrice-interprète née dans la ville.
- Caroline Wozniacki (1990-), joueuse de tennis née dans la ville.
- Viktor Axelsen (1994-), joueur de badminton.

## Galerie

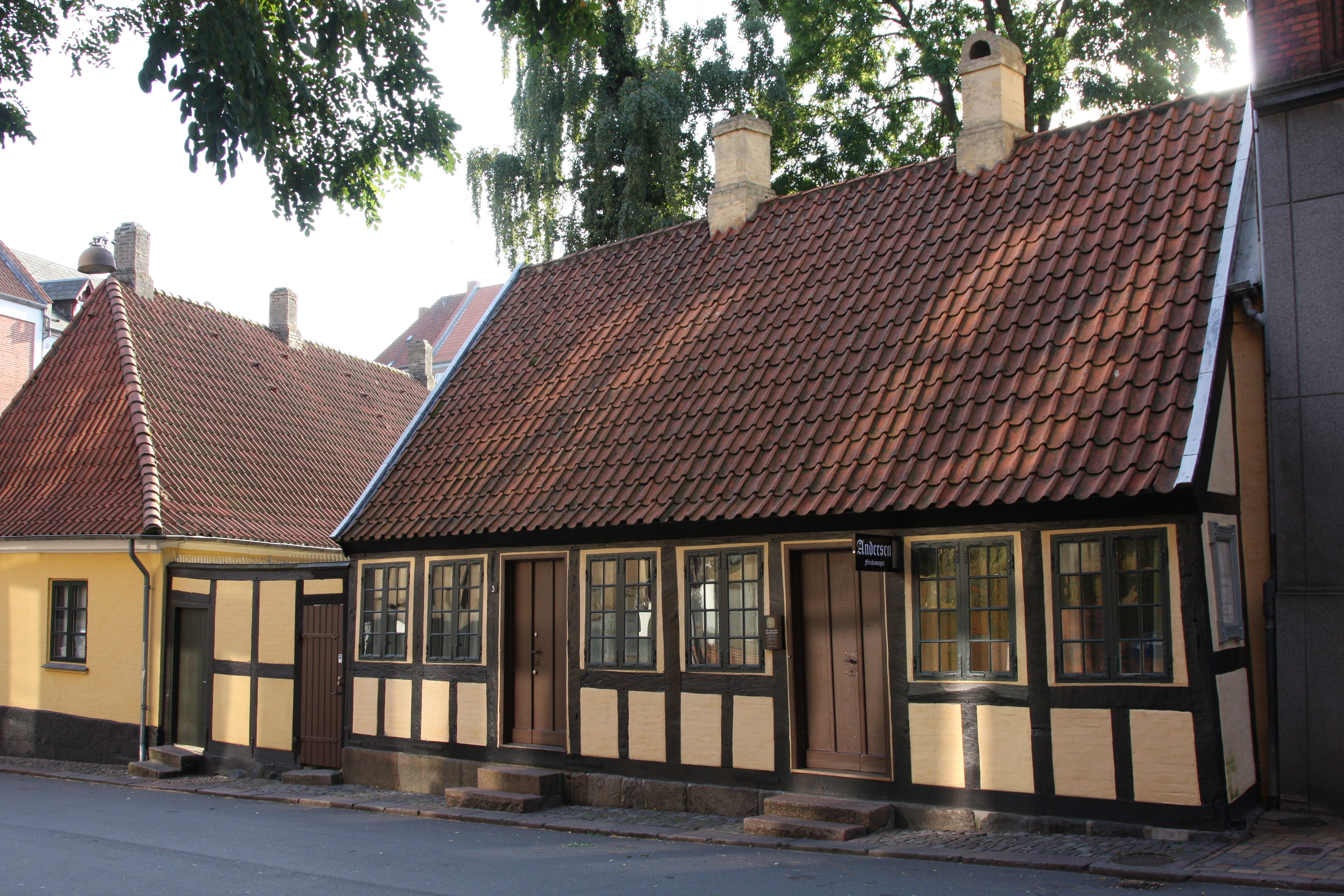
Maison d'enfance de Hans Christian Andersen.
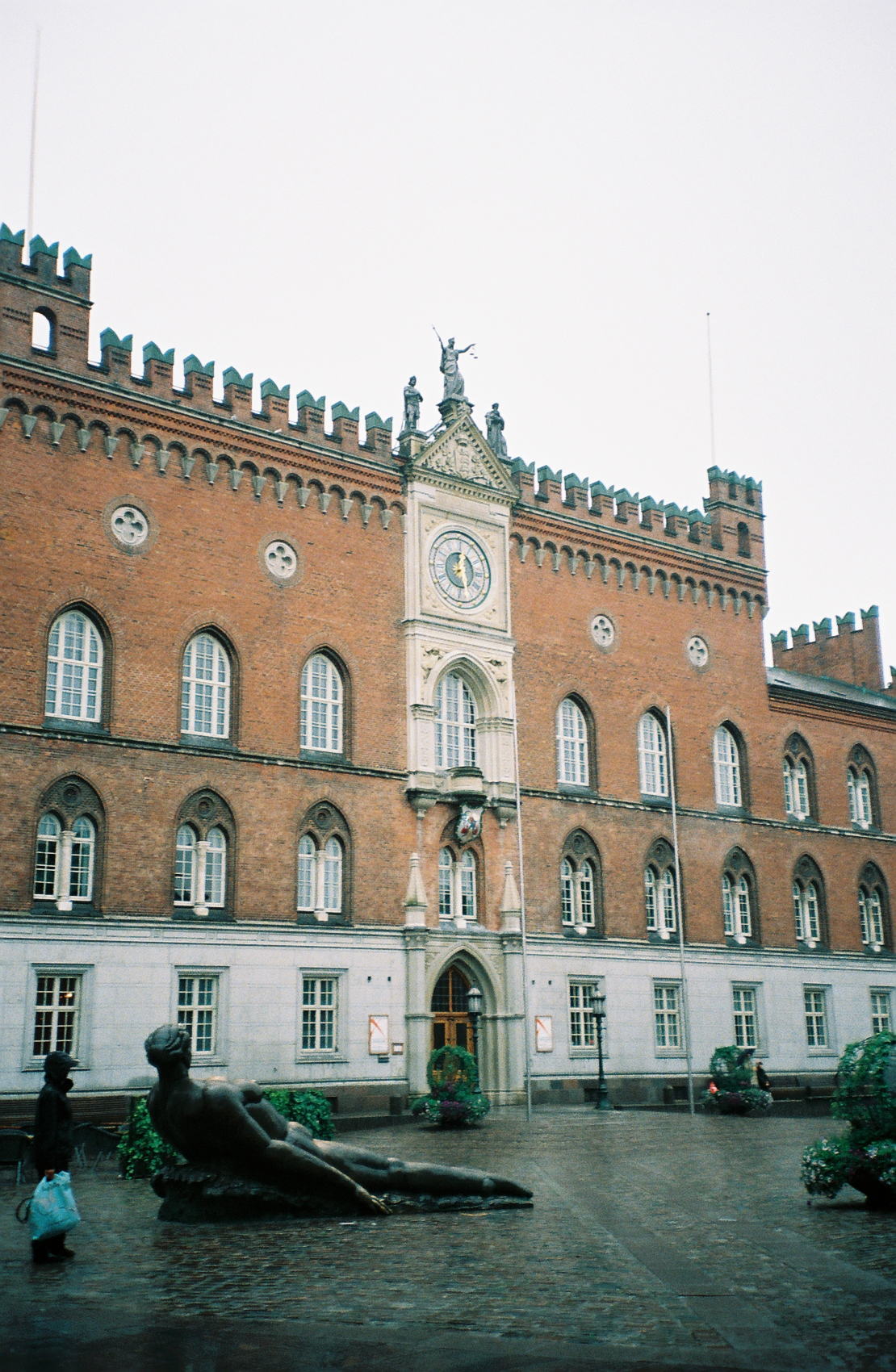
Hôtel de ville d'Odense.
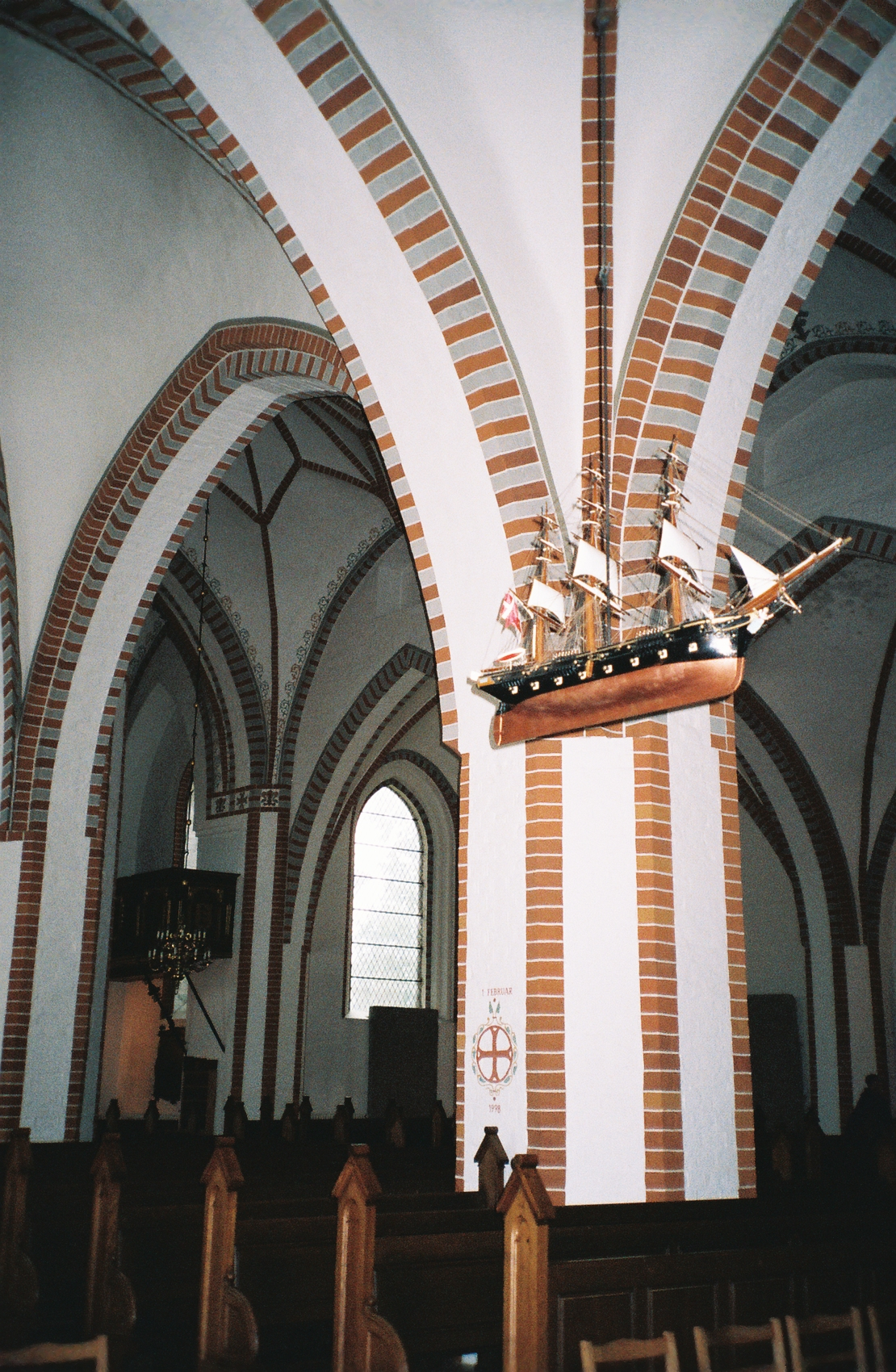
Vue intérieure d'un temple protestant, Eglise Sankt Hans Kirke.
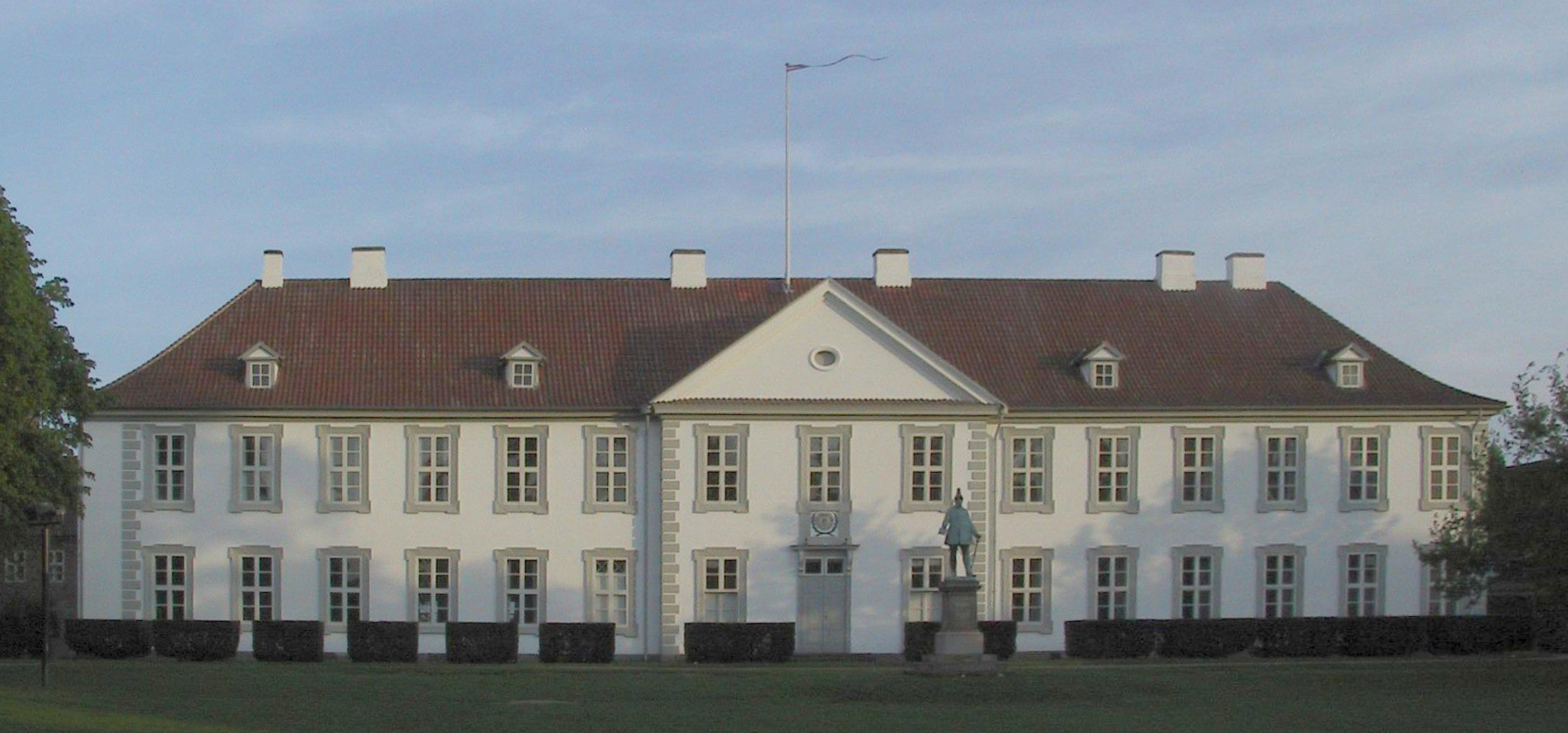
Château d'Odense.